# I'm Different (пісня Hi Suhyun)
«I'm Different» (кор. 나는 달라, Naneun Dalla) — сингл дуету YG Family Hi Suhyun, який складається з Лі Хай та Лі Сухьон з Akdong. Пісню також виконує репер Боббі з iKON. Вона була випущена в цифровому вигляді 11 листопада 2014 року YG Entertainment і KT Music. Це єдиний реліз дуету до відходу Лі Хай з YG Entertainment 31 грудня 2019 року. Джісу з Blackpink зняла в музичному кліпі на пісню.
Журнал Billboard описав пісню як джазовий, натхненний фанком дует, який передає унікальну енергетику та музичні стилі двох співаків.

## Реліз і успіх
Пісня «I'm Different» посіла перше місце в щотижневому цифровому чарті Gaon у перший тиждень після релізу. У листопаді музичний кліп «I'm Different» був номером 2 у списку найпопулярніших K-pop відео в США, а також номером 3 у всьому світі. 23 листопада пісня посіла перше місце на музичному шоу Inkigayo.

## Чарти
| Країна                            | Чарт          | Найвища позиція | Цифрові продажі |
| --------------------------------- | ------------- | --------------- | --------------- |
| Південна Корея (Gaon Music Chart) | Digital Chart | 1               | 830,695+        |
| Південна Корея (Gaon Music Chart) | Mobile Chart  | 19              | 830,695+        |